# OLiS
OLiS — офіційний список роздрібних продажів Польського союзу виробників аудіо-відео, який існує з 23 жовтня 2000 року.
Список ґрунтується на даних про продажі магазинів, що беруть участь у проекті, що включає великі мережеві магазини (наприклад, Empik, Saturn, Media Markt, Rock-Serwis), інтернет-магазини (напр. Merlin, Alkopoligamia) та незалежні магазини. Дані відносяться до тижня, що передує наступній редакції списку.
Інформація збирається та аналізується незалежним дослідницьким агентством TNS Polska, не бере участь у створенні та розповсюдженні фонографічних видань.
У рамках списку створюється щотижнева та щомісячна довідка про музичні видання, а також резюме нових публікацій.

## Альбоми що найкраще продаються
| Рік  | Назва                               | Виконавець                     |
| ---- | ----------------------------------- | ------------------------------ |
| 2000 | A gu gu                             | Arka Noego                     |
| 2001 | Ad. 4                               | Ich Troje                      |
| 2002 | Po piąte... a niech gadają          | Ich Troje                      |
| 2003 | The Best of Ich Troje               | Ich Troje                      |
| 2004 | The Best Smooth Jazz... Ever!       | Різні виконавці                |
| 2005 | The Best Smooth Jazz... Ever! Vol.2 | Різні виконавці                |
| 2006 | Psałterz Wrześniowy                 | Piotr Rubik & Zbigniew Książek |
| 2007 | RMF FM Najlepsza muzyka po polsku   | Різні виконавці                |
| 2008 | Feel                                | Feel                           |
| 2009 | King of Pop                         | Michael Jackson                |
| 2010 | Soldier of Love                     | Sade                           |
| 2011 | 21                                  | Adele                          |
| 2012 | Myśliwiecka                         | Artur Andrus                   |
| 2013 | Comfort and Happiness               | Dawid Podsiadło                |
| 2014 | Mini World                          | Indila                         |
| 2015 | 25                                  | Adele                          |
| 2016 | Życie po śmierci                    | O.S.T.R.                       |
| 2017 | Egzotyka                            | Quebonafide                    |
| 2018 | Małomiasteczkowy                    | Dawid Podsiadło                |
| 2019 | Małomiasteczkowy                    | Dawid Podsiadło                |

## 500 списків OLiS
18 жовтня 2010 року з'явилося 500-е видання списку продажів, і у зв'язку з цією можливістю ZPAV опублікував чотири списки перших місць, за якими артист чи альбом займали в цих 500 списках. 

### Найчастіше на першому місці

#### Виконавець
| Виконавець                     | Кількість тижнів |
| ------------------------------ | ---------------- |
| Ich Troje                      | 36               |
| Feel                           | 27               |
| Ania Dąbrowska                 | 14               |
| Leonard Cohen                  | 13               |
| Kult                           | 12               |
| Piotr Rubik i Zbigniew Książek | 12               |
| Sting                          | 11               |
| Anna Maria Jopek               | 10               |
| Kabaret Tey                    | 10               |
| Kasia Nosowska                 | 10               |
| Krzysztof Krawczyk             | 10               |

| Виконавець                   | Кількість тижнів |
| ---------------------------- | ---------------- |
| Ich Troje                    | 36               |
| Feel                         | 27               |
| Ania Dąbrowska               | 14               |
| Kult                         | 12               |
| Piotr Rubik                  | 12               |
| Anna Maria Jopek             | 10               |
| Kabaret TEY                  | 10               |
| Kasia Nosowska               | 10               |
| Krzysztof Krawczyk           | 10               |
| Anita Lipnicka i John Porter | 8                |
| Kayah                        | 8                |
| Piotr Rubik                  | 8                |

| Виконавець      | Кількість тижнів |
| --------------- | ---------------- |
| Leonard Cohen   | 13               |
| Sting           | 11               |
| Nelly Furtado   | 9                |
| Adele           | 8                |
| Katie Melua     | 8                |
| Depeche Mode    | 7                |
| Michael Jackson | 7                |
| Sade            | 7                |
| Metallica       | 6                |
| U2              | 6                |
| Crazy Frog      | 5                |

| Виконавець                     | Альбом                     | Кількість тижнів |
| ------------------------------ | -------------------------- | ---------------- |
| Feel                           | Feel                       | 26               |
| Ich Troje                      | Ad. 4                      | 20               |
| Ich Troje                      | Po piąte... a niech gadają | 12               |
| Piotr Rubik i Zbigniew Książek | Psałterz Wrześniowy        | 12               |
| Leonard Cohen                  | Ten New Songs              | 12               |
| Nelly Furtado                  | Loose                      | 9                |
| Adele                          | 21                         | 8                |
| Anita Lipnicka i John Porter   | Nieprzyzwoite piosenki     | 8                |
| Kasia Nosowska                 | Osiecka                    | 8                |